# Монастырь Гроба Господня (Вашингтон)
Монастырь Гроба Господня (англ. Franciscan Monastery and Commissariat of the Holy Land in America) — францисканский монастырь, находящийся в районе Брукленд в Вашингтоне, США. Монастырь Гроба Господня является представительством в США францисканской провинции Кустодии Святой Земли.

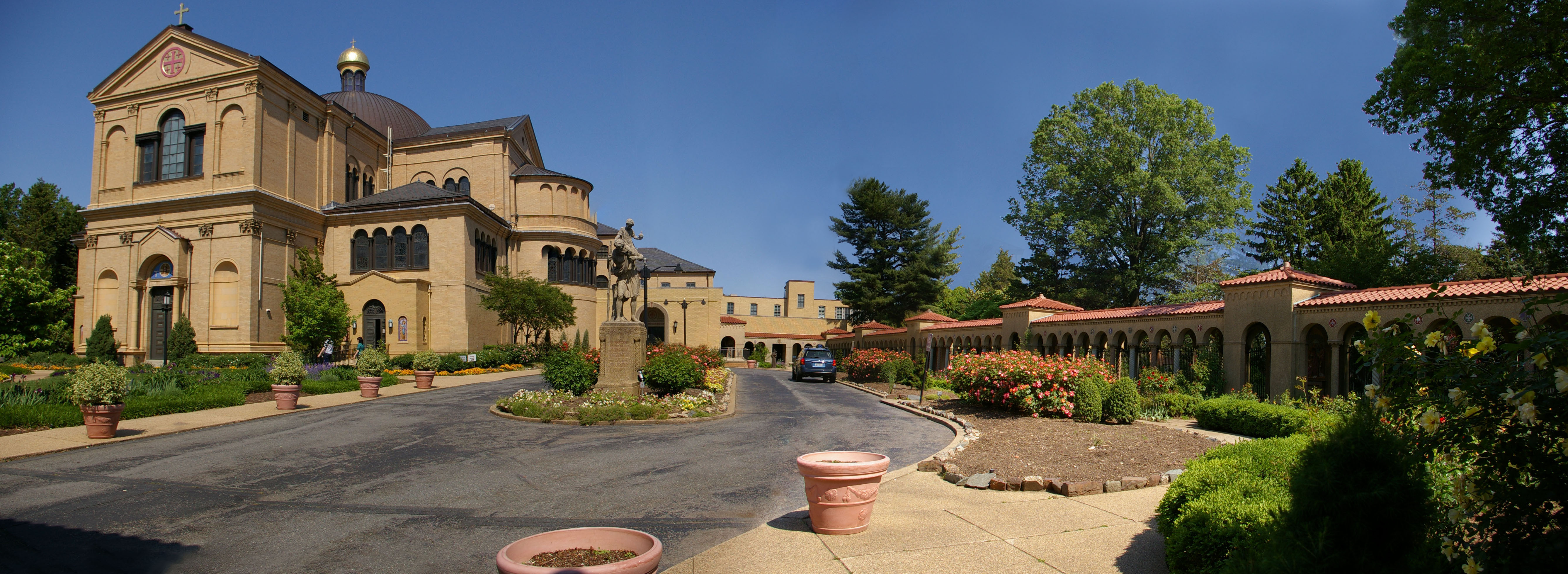
Панорама монастыря

## История
Первое представительство Кустодии Святой Земли (иначе называемое — Комиссариат Святой Земли) было основано в 1880 году в Нью-Йорке францисканцем Чарльзом Вассани, который хотел построить новый католический храм недалеко от порта Нью-Йорка. Он организовал первую группу американских паломников на Святую Землю. Вместе с другим монахом он планировал построить в Нью-Йорке паломнический центр по оказанию помощи желающим совершить паломничество в Иерусалим.
В 1897 году конвент францисканцев переехал в Вашингтон, где был куплен участок земли для строительства монастыря. Строительство монастыря началось по проекту архитектора Аристида Леонори, который является также автором проекта собора в Новом Орлеане. Аристид Леонори побывал в Палестине, откуда он привез рисунки христианских храмов, которые стали основой его архитектурного творчества при строительстве францисканского монастыря. Францисканцы построили на территории своего монастыря копии христианских святынь Святой Земли. Строительство храма продолжалось в течение двух лет и оно было построено по подобию Собора святой Софии в Константинополе. 17 сентября 1899 года храм был освящен во имя Гроба Господня.

## Галерея

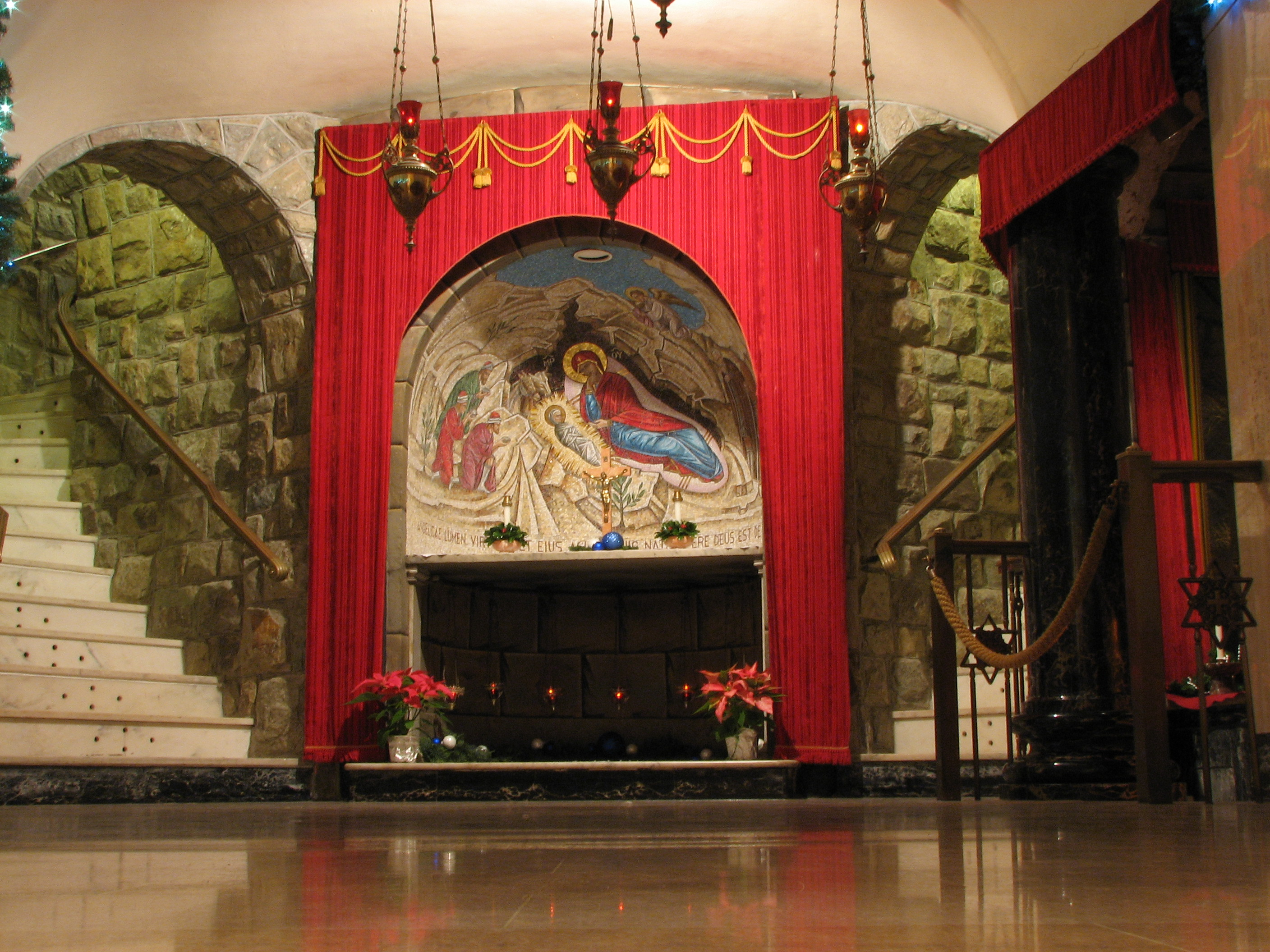
Копия Вифлеемского грота
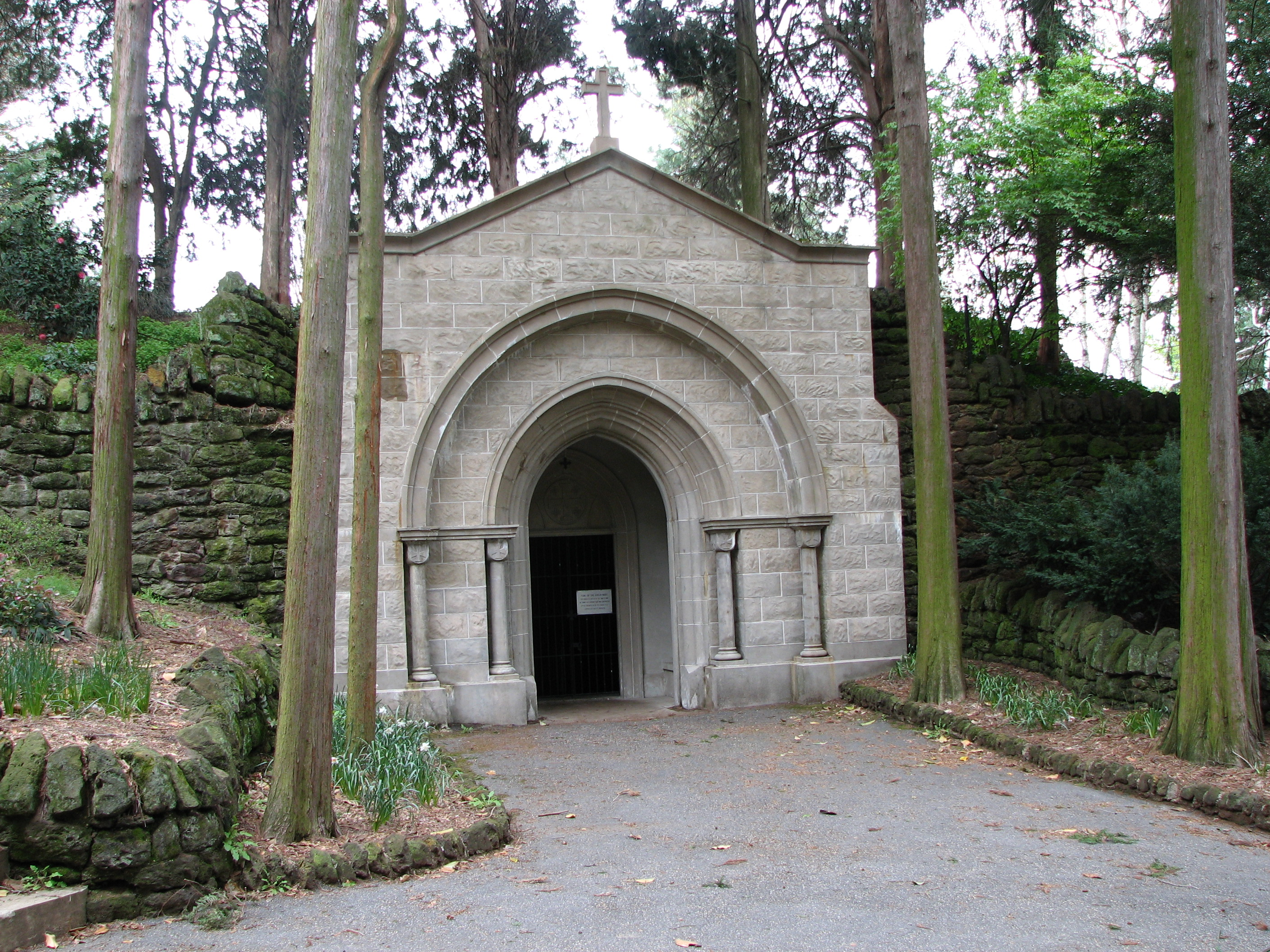
Копия храма Гроба Господня
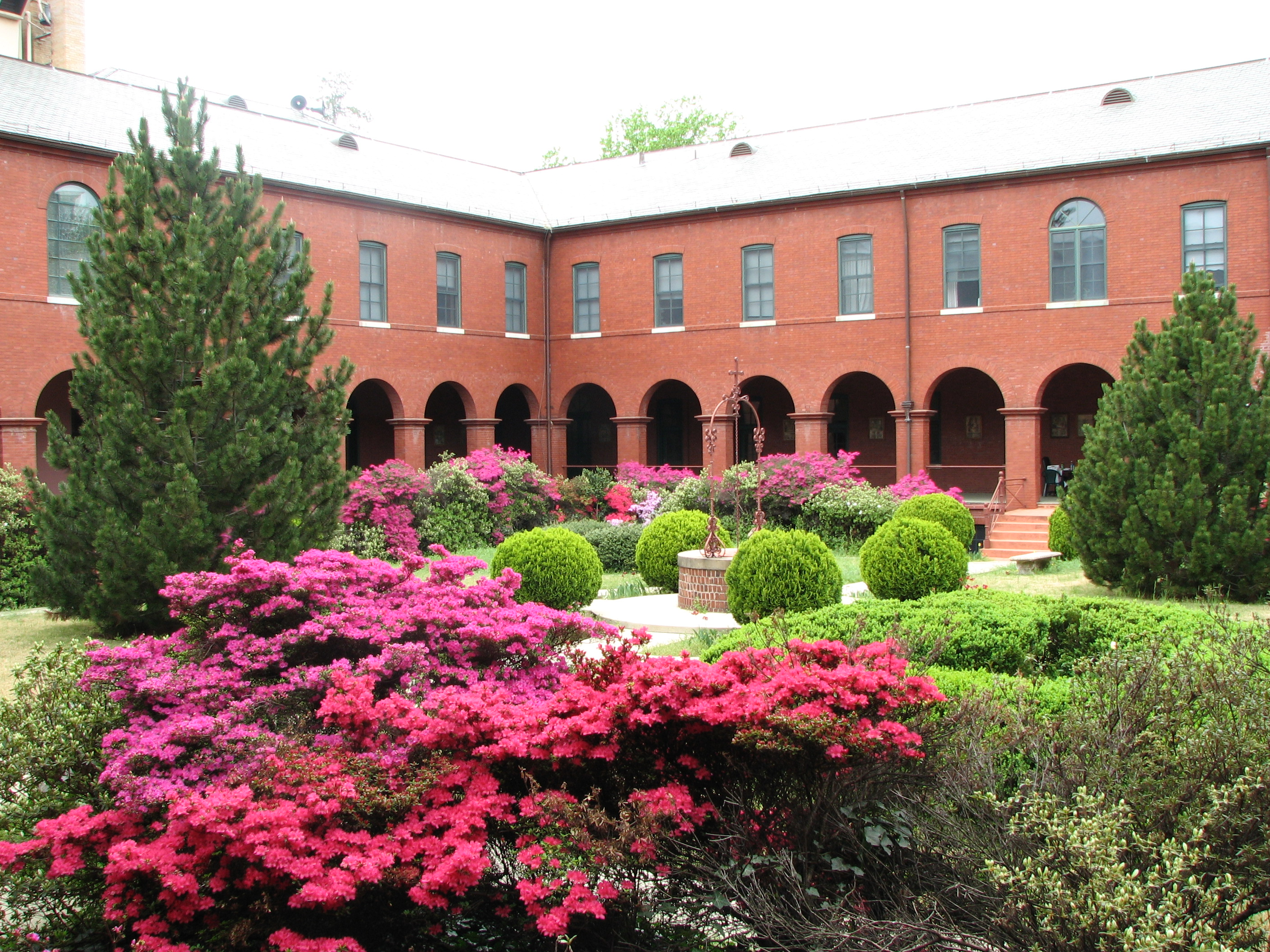
Внутри монастыря

## Источник
- Randall Bond Truett, Washington, DC. A Guide to the Nation’s Capital, Hastings House Publishers, New York, 1968, стр. 312—313.
- Christopher Gaul, Library — Archives project, w: Holy Land Franciscans, 2(2006), стр.. 8-9.